# Drehnaer Weinberg und Stiebsdorfer See
Das Naturschutzgebiet Drehnaer Weinberg und Stiebsdorfer See liegt auf dem Gebiet der Stadt Luckau im Landkreis Dahme-Spreewald und der Gemeinde Crinitz im Landkreis Elbe-Elster in Brandenburg.
Das Gebiet mit der Kenn-Nummer 1594 wurde mit Verordnung vom 11. September 2004 unter Naturschutz gestellt. Das rund 154,5 ha große Naturschutzgebiet mit dem 51 ha großen Stiebsdorfer See, einem rekultivierten Tagebausee, erstreckt sich westlich von Fürstlich Drehna, einem Ortsteil von Luckau, und nördlich des Kernortes von Crinitz. Die Landesstraße L 56 verläuft südlich.